# Literatura romana d'Orient
La literatura romana d'Orient comprèn tota la literatura de l'Imperi Romà d'Orient. Principalment està escrita en grec, malgrat que també hi ha algunes obres en llatí, com per exemple el Corpus Juris Civilis.
Tradicionalment, hom ha traçat una distinció entre la literatura secular «pura» (culta i escrita en un estil arcaic), la secular vulgar i la teològica. Ara bé, aquesta divisió ha estat criticada per barrejar aspectes estilístics i de contingut. El bizantinista Ihor Ševčenko proposà una divisió basada estrictament en l'estil o registre (alt, mitjà o baix), però tampoc no té en compte tots els matisos de les obres. Lingüísticament, la literatura romana d'Orient també inclou les obres escrites en grec medieval fora de les fronteres de l'Imperi Romà d'Orient. Pel que fa a l'estètica, segueix les tendències generals de la cultura romana d'Orient.
Cal tenir en compte que la concepció romana d'Orient de la literatura (grec: λόγοι, logi) no es limitava a les belles lletres, ans cobria tota mena de textos del dia a dia i de tots els camps del coneixement. L'erudició en lletres pràcticament garantia trobar feina, per la qual cosa nombroses famílies invertien en l'educació dels seus fills en aquesta disciplina. La producció literària de l'Imperi Romà d'Orient fou ingent, com ho demostra el fet que n'hagin perdurat gairebé 40.000 manuscrits fins avui en dia malgrat la degradació dels seus suports i la destrucció de nombroses obres en guerres, alçaments i altres episodis violents. La literatura romana d'Orient, anteriorment denostada amb perjudici pels autors moderns com una «degeneració» respecte als clàssics antics, ha estat posada en valor des de mitjans del segle xx per experts com Aleksandr Kajdan i Eusebi Ayensa.

## Periodització

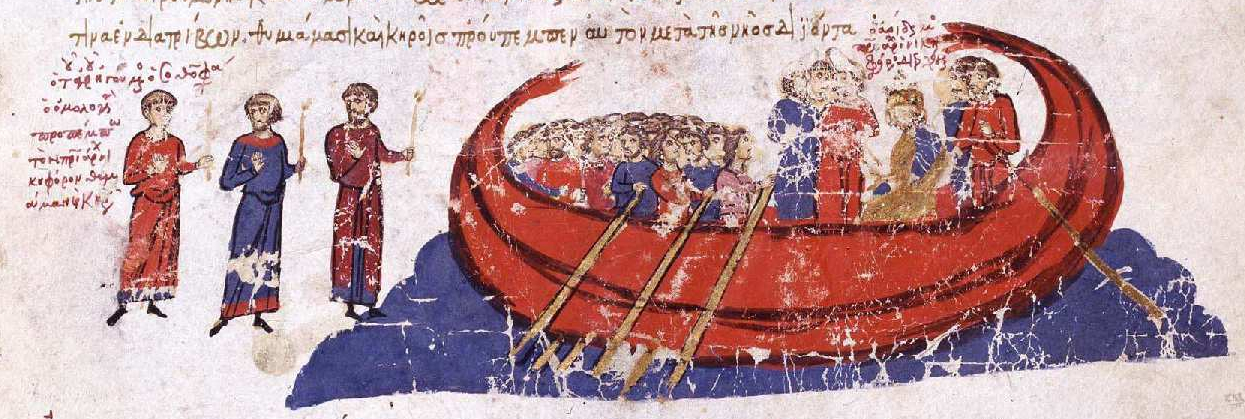
Teòfanes el Confessor acomiadant-se del patriarca Nicèfor I en una il·lustració de l'Escilitzes de Madrid

La història de la literatura romana d'Orient abasta onze segles i se sol perioditzar de la manera següent:
- Predomini de les tradicions antigues (segle iv-mitjans del segle vii): poesia lírica i poesia èpica[7] com a gèneres més destacats. Persistència d'elements pagans, així com una producció important en llatí, amb autors com Ammià Marcel·lí i Claudià.
- Silenci relatiu (mitjans del segle vii-cap al 800): producció essencialment en l'àmbit de la teologia, amb escasses obres d'historiografia i hagiografia.
- Renaixement dels segles ix i x: enciclopedisme (p. ex. la Suïdas) i compilació d'obres d'autors clàssics com Homer i Aristòtil. Invenció d'un nou tipus d'historiografia per Teòfanes el Confessor, basat en el format dels annals.
- Període des del segle xi a mitjans del segle xiii, o pre-Renaixement: moviment de rebuig a l'enciclopedisme, amb un èmfasi més pronunciat en la literatura com a porta al desenvolupament personal i místic. Augment dels elements humorístics en les obres literàries.
- Període final (segles xiii-xv): revifalla de l'hagiografia. Concepció cada cop més tràgica de la història, amb obres que parlen de la decadència de la gent actual en comparació amb els seus predecessors i d'altres que donen per perdut el suport de Déu contra els enemics externs. Contacte reforçat amb l'Europa llatina i traducció de nombroses obres del llatí al grec medieval i viceversa. En les últimes dècades, emigració d'erudits romans d'Orient a Itàlia, on tindrien un paper fonamental en el Renaixement.

La caiguda de Constantinoble el 29 de maig del 1453 i els quatre segles de domini turc que la seguiren no impediren que la literatura romana d'Orient deixés un llegat important, tant a Occident, com feu de pont entre els textos clàssics i el Renaixement, com al món hel·lenòfon, on sentà les bases de la literatura neogrega.

## Influències
La literatura romana d'Orient és l'expressió intel·lectual de l'hel·lenitzat Imperi Romà d'Orient. Aquesta comunitat romana d'Orient consistia en la combinació d'una civilització grega i una de cristiana; i s'organitzava amb un sistema polític romà format per un cercle intel·lectual molt proper a Orient. Així doncs, la literatura romana d'Orient és present dins de quatre elements culturals distints:
- L'herència intel·lectual hel·lenística
- L'organització governamental romana
- La vida espiritual i emocional cristiana
- El món de l'imaginari oriental, que comprèn els altres tres

### Grega
És la més antiga de les tres civilitzacions, tanmateix el seu centre cultural ja no és Atenes, sinó que passa a ser Alexandria i la civilització hel·lenística. Alexandria, doncs, durant aquest període esdevé el nucli dels estudis àtics i de la vida grecojueva, la qual es decanta tant per Atenes com per Jerusalem. A més a més, el període romà d'Orient permet un dualisme entre la cultura erudita i la popular.
Fins i tot la literatura hel·lenística segueix dues tendències diferents: primerament una de racionalista i erudita provinent de les escoles sofistes d'Alexandria, anomenada Segona sofística, que van arribar al retoricisme romàntic. En segon lloc, una de romàntica i popular arrelada a la tendència bucòlica de Teòcrit i duta a la seva perfecció amb la novel·la idíl·lica. Ambdós corrents continuaran a l'Imperi Romà d'Orient, tanmateix la primera, oficialment reconeguda i predominant, va mantenir-se fins al final de l'imperi.
Aquesta tendència acadèmica va ser impulsada i reforçada pel moviment lingüístic reaccionari conegut com a aticisme, el qual imita el llenguatge i l'estil grec d'època clàssica atenenca. Aquest moviment va excel·lir la resta d'ençà el segle ii aC i va controlar tota la cultura grega posterior. Així doncs, la llengua grega contemporània i viva va romandre en un segon pla apareixent ocasionalment en alguns documents privats i a la literatura popular.
L'aticisme (l'ús del dialecte àtic del grec antic, propi de la literatura clàssica) fou un fenomen persistent a l'Imperi Romà medieval, fins a tal punt que no hi ha diferències estilístiques apreciables entre Procopi de Cesarea (segle vi) i Miquel Critobul (segle xv). El grau d'expressió de l'estil clàssic depenia de l'habilitat de cada autor, no del seu període. Els mateixos romans eren conscients de les limitacions associades als diferents estils. Tanmateix, hi ha força exemples d'autors romans que exposen els seus motius pragmàtics per no fer servir aquest estil «elevat». Per exemple, al principi del seu tractat Sobre l'administració de l'imperi, l'emperador Constantí VII Porfirogènit escrigué la següent explicació a l'atenció del seu fill: «He fet servir un llenguatge clar i planer, com si fos prosa normal i corrent, per presentar el contingut d'aquest llibre. Que no et sorprengui pas, fill meu, car no he volgut escriure un exemple de cal·ligrafia o estil aticitzant, solemne i sublim, ans m'ha semblat millor instruir-te a través d'una narració simple i quotidiana en aquelles coses que, al meu parer, no hauries d'ignorar». Per als autors de literatura religiosa, un altre motiu per no emprar un registre elevat era la voluntat d'escriure obres accessibles als lectors poc educats. Per acabar, hi havia autors que podien considerar que les «paraules superbes» no eren adients en el context d'una determinada tasca, com és el cas de Marc el Diaca, un hagiògraf del segle v, en la seva Vida de Porfiri de Gaza, puix que les seves «gestes virtuoses basten per exaltar-ne la presentació».
De totes maneres, això no impedí diverses fluctuacions en el prestigi i l'ús de l'aticisme al llarg dels segles. Assolí el seu punt baix entre el començament de l'expansió de l'islam (segle vi) i l'estabilització de la frontera amb el Califat Abbàssida (segle ix), període en el qual la mateixa supervivència de l'imperi estava en entredit.

### Romana
Mentre Alexandria n'és el centre intel·lectual, Roma n'és el governamental. El romans d'Orient formen part de l'Imperi Romà; els seus ciutadans són coneguts com a romans, la seva nova capital com a «Roma», les seves lleis eren romanes, el seu exèrcit, el seu govern. la seva llengua, la seva vida pública i privada. I l'organització de l'estat amb burocràcia i jerarquia era del període romà imperial.

### Cristiana
Alexandria és el bressol del cristianisme grec oriental. En aquesta ciutat va ser traduïda al grec la versió de la Bíblia anomenada Septuaginta, Filó d'Alexandria va unir la filosofia grega i la religió jueva i va prosperar la mística especulativa del neoplatonisme relacionat amb Plotí i Porfiri.
A Alexandria els grans escriptors eclesiàstics grecs van treballar braç a braç amb retòrics i filòsofs pagans. Alguns hi van néixer a la ciutat, com per exemple Orígenes, Atanasi i el seu opositor Arri; també cal destacar Ciril i Sinesi. Paral·lelament, dins els confins egipcis va començar a prosperar l'estil de vida monàstic, és a dir, la dedicació a una religió sota unes determinades regles comunes.
Cal esmentar que Antioquia va mantenir un gran prestigi, ja que tenia una escola de comentaristes cristians que va prosperar gràcies a Joan Crisòstom. Va ser precisament allí on van aparèixer les darreres cròniques cristianes. Als voltants de Síria neix la poesia eclesiàstica grega i a Palestina va albergar el darrer pare de l'Església: Joan Damascè.
La fase inicial de l'Imperi Romà d'Orient estigué marcada per una efervescència de la literatura patrística, que assolí el seu segle d'or entre els segles iv i v. Com és d'esperar, els enfrontaments amb la nova religió de l'islam i el període iconoclasta també alimentaren una profusió de textos religiosos.

### Oriental
El cristianisme grec va tenir un marcat caràcter oriental. L'església grega oriental i de la civilització romana d'Orient en general va néixer a Egipte i Síria. Per tant, aquests dos indrets, juntament amb Anatòlia, van convertir-se per a la civilització grega autòctona en terres de promissió que van ser el bressol de centenars de colònies, provinents de l'empobrida Hèl·lade. Aquestes colònies van superar les seves respectives ciutats natals en riquesa i cultura. Així mateix, un la immensa majoria dels autors romans d'Orient dels primers vuit segles són nats a Egipte, Síria, Palestina i Anatòlia.

## Obres destacades
- Dionisíaques (Nonnos de Panòpolis, mitjans del segle v)[3]
- Sobre les guerres (Procopi de Cesarea, segle vi)
- Sobre l'administració de l'imperi i Llibre de les cerimònies (Constantí VII Porfirogènit, mitjans del segle x)
- Dígenes Acrites (anònim, principis del segle xi)[11]
- Drosil·la i Càricles (Nicetes Eugenià, segle xii)
- Alexíada (Anna Comnena, mitjans del segle xii)[12]
- Història (Joan VI Cantacuzè, mitjans del segle xiv)[13]

## Influència en la literatura catalana
La literatura romana d'Orient tingué una influència gens negligible en la catalana. L'exemple més evident és Tirant lo Blanc, un dels màxims exponents de la novel·la cavalleresca en llengua catalana i del segle d'or valencià, que té Constantinoble com a escenari principal. Un altre exemple conegut és la Història de Jacob Xalabín. El bizantinisme literari d'aquestes obres i d'altres de similars es coneix com a matèria d'Orient. De manera més general, la literatura romana d'Orient fou la llavor de la novel·la bizantina.